# Фридрих V (Цолерн-Шалксбург)
Фридрих V „Мюли“ фон Цолерн-Шалксбург (на немски: Friedrich V „Mülli“ von Zollern-Schalksburg; * 1369; † 1 април 1408) е граф и господар на Цолерн-Шалксбург и Мюлхайм (от швабската линия на род Хоенцолерн във Вюртемберг).

## Произход и управление
Той е вторият син на граф Фридрих III Цолерн-Шалксбург († 1378), наричан „Старият рицар“, и съпругата му графиня София фон Цолерн-Шлюселберг († 1361), незаконна дъщеря на граф Конрад I фон Шлюселберг († 1313). По-големият му брат Фридрих IV „младият рицар“ (* 1354, † 14 май 1377) е убит в битката при Ройтлинген.
Граф Фридрих V фон Цолерн-Шалксбург през 1403 г., след смъртта на единствения му син, продава господството Шалксбург с град Балинген и други 17 селища за 28 000 гулдена на граф Еберхард III фон Вюртемберг († 1417).
Умира на 1 април 1408 г. и е погребан в Балинген. Със смъртта му линията „Цолерн-Шалксбург“ (Вюртемберг) изчезва.

## Фамилия
Фридрих V фон Цолерн-Шалксбург се жени пр. 1372 г. за Верена фон Хабсбург-Кибург († сл. 16 август 1416, погребана в Балинген), дъщеря на граф Хартман III фон Кибург, ландграф в Бургундия († 1377), и Анна де Ньошател/Нойенбург († сл. 1400). Те имат две деца:
- Фридрих († 1403, дворец Шалксбург)
- София († сл. 30 август 1435), омъжена пр. 21 октомври 1427 г. за Каспар фон Фронхофен